# Abaynou
Abaynou  (in arabo اباينو‎?) è un centro abitato e comune rurale del Marocco situato nella provincia di Guelmim, regione di Guelmim-Oued Noun. Conta una popolazione di 2 422 abitanti (censimento 2014).